# Vallée proglaciaire de Varsovie-Berlin

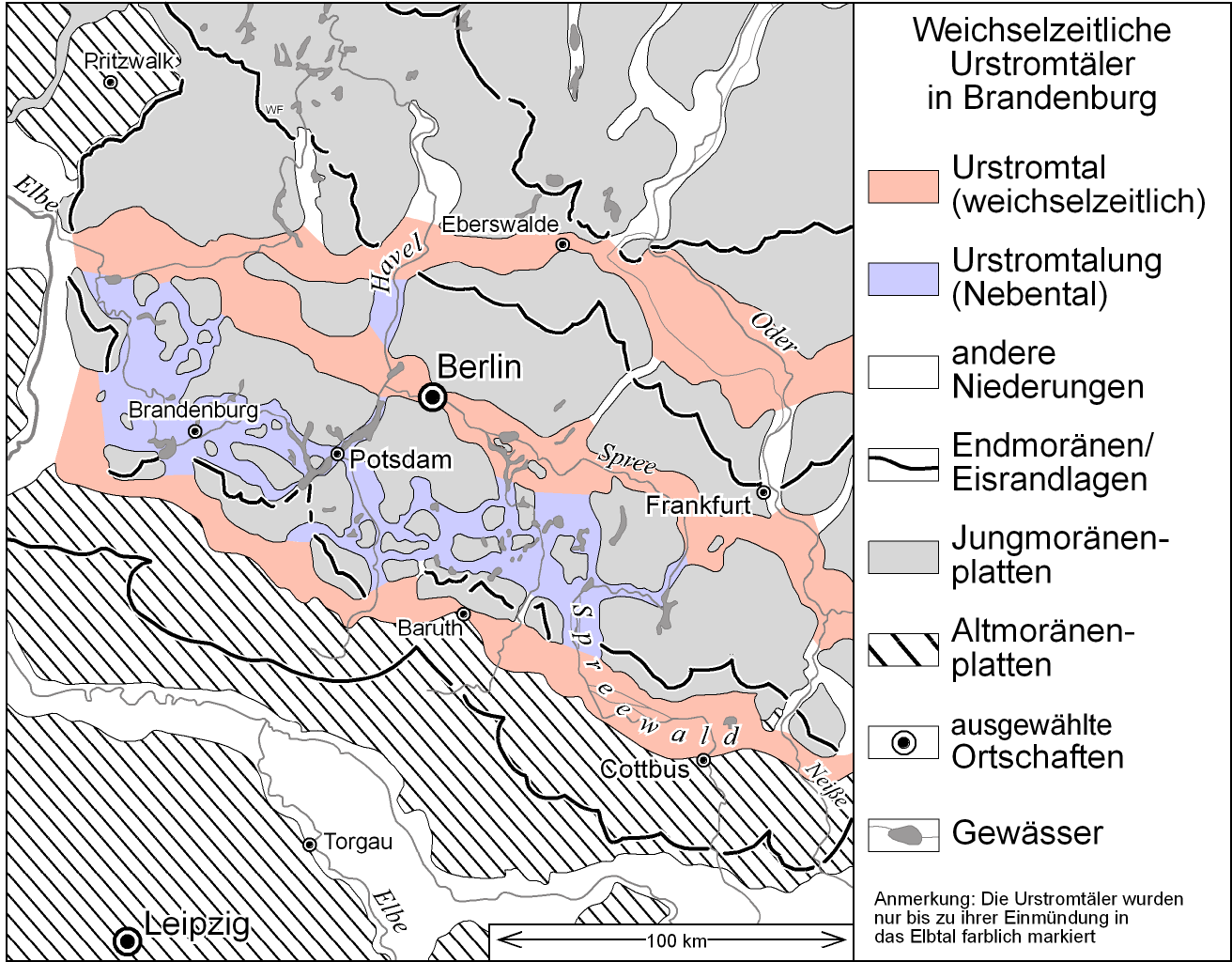
Le cours des trois chenaux proglaciaires à travers le Brandebourg et Berlin : au nord le chenal d'Eberswalde, au centre le chenal de Berlin et au sud le chenal de Baruth.

La vallée proglaciaire de Varsovie-Berlin (Pradolina Warszawsko-Berlińska en polonais, Warschau-Berliner Urstromtal en allemand) est une vallée proglaciaire datant de la glaciation vistulienne il y a environ 18 000 ans. Elle a été formée par le recul de la calotte polaire au temps de la moraine poussée de Francfort-sur-l'Oder qui s'étend d'est en ouest dans la plaine d'Europe du Nord. La largeur de la vallée varie avec une moyenne de 20 km. Elle est empruntée par plusieurs fleuves : la Bzoura, la Ner, la Warta, l'Obra, l'Oder et la Sprée. Quand elle traverse Berlin, la vallée est flanquée au nord par le plateau de Barnim et au sud par le plateau de Teltow.

## Parcours
Le parcours du chenal suit en Allemagne les villes actuelles d'Eisenhüttenstadt, Müllrose, Fürstenwalde/Spree, le centre de Berlin, Falkensee, le nord de Nauen et Friesack. À l'ouest de Friesack, la vallée se jette dans la vallée proglaciaire de Toruń-Eberswalder, puis plus à l'ouest vers Havelberg dans la vallée de l'Elbe.